# Karl Gunkel
Karl August  Gunkel (*  27. Mai 1864 in Lüneburg; † 26. Januar 1940) war ein deutscher Richter und Reichsgerichtsrat.

## Leben
Karl Gunkel wurde als Sohn des Ersten Pfarrers in Springe Carl Gunkel und von dessen Ehefrau Therese Wilhelmine Büchner geboren. Sein Bruder war Hermann Gunkel.
Von Michaeli 1884 bis Ostern 1886 studierte er an der Universität Leipzig, wo er auch bei der Leipziger Universitäts-Sängerschaft zu St. Pauli in Mainz (Deutsche Sängerschaft) Mitglied wurde. Dann studierte er bis 1888 an der Universität Göttingen. Er legte 1888 die erste Staatsprüfung („bestanden“) ab. Als Referendar war er in Osterode, Lüneburg und Celle eingesetzt. Er wurde 1892 Assessor in Göttingen. Dann wurde er 1899 Landrichter beim Landgericht Dortmund und 1903 beim Landgericht Münster. 1906 wurde er Hilfsrichter beim Oberlandesgericht Hamm und im selben Jahr dort Landgerichtsrat. 1907 wurde er Oberlandesgerichtsrat beim Oberlandesgericht Celle. 1912 wurde er Hilfsrichter beim Reichsgericht und 1914 Reichsgerichtsrat. Er trat am 31. August 1932 in den Ruhestand getreten. Er sammelte römische und Braunschweig-Lüneburgische Münzen. In Leipzig war er Mitglied der Freimaurerloge Mozart zur Bruderkette und zeitweise deren Meister vom Stuhl.

## Familie
Seit 1897 war er mit Carla, Tochter des Oberamtmanns Ernst Lodemann und der Luise von Bar, verheiratet. Das Paar hatte drei Töchter.

## Schriften
- 200 Jahre Rechtsleben in Hannover. Festschrift zur Erinnerung an die Gründung des kurhannoverschen Oberappellationsgerichts in Celle am 14. Oktober 1711. Hannover 1911.